# Luli Oswald
Luli Oswald (* 1927 in Rio de Janeiro; † 2. Januar 2005 ebenda) war eine brasilianische Pianistin und Klavierpädagogin.

## Leben

### Herkunft und Familie
Luli Oswald ist die nichteheliche Tochter des Pianisten Arthur Rubinstein und der italienischen Marquise Paola Medici del Vascello (geb. Prinzessin Paola di Viggiano; auch: Donna Paola Sanfelice dei Principi di Viggiano). Oswald wurde von ihren leiblichen Eltern nie anerkannt, vor der Öffentlichkeit versteckt und als Neugeborene einem Freund Rubinsteins, dem brasilianischen Dirigenten und Komponisten Henrique Oswald, übergeben. Dessen Tochter Maria und ihr Mann Odoardo Marchesini zogen sie auf und adoptierten sie. Die Adoptiveltern unterzeichneten 1967 eine eidesstattliche Erklärung, in der sie erklärten, Luli Oswald sei ihnen von ihren leiblichen Eltern Paola Medici und Arthur Rubinstein anvertraut worden, weil sie die „Frucht einer verbotenen Liebe“ sei. Nach der Adoption lautete ihr Name Margarida Henriqueta Marchesini. Sie trat später unter dem Künstlernamen Luli Oswald auf.
Oswald heiratete den brasilianischen Unternehmer Eurico Teixeira de Freitas und brachte sieben Kinder zur Welt. Die Ehe wurde später geschieden. Sie nahm nach der Ermordung des US-Präsidenten John F. Kennedy den Künstlernamen Luli de Freitas an, da der Name „Oswald“ wegen des Mordes an Kennedy beschuldigten Lee Harvey Oswald unbeliebt wurde. Später trat sie jedoch wieder unter ihrem Künstlernamen Luli Oswald auf.

### Künstlerische Laufbahn
Oswald studierte Klavier bei Tomás Terán und Magda Tagliaferro in Brasilien, bei Isidore Philipp in Paris, bei Rosina Lhévinne in New York sowie bei ihrem Vater Arthur Rubinstein. Außerdem absolvierte sie Studien in England, Ungarn und Polen.
Als Pianistin trat sie ab 1960 öffentlich auf, ihre internationale Karriere begann 1962 in den Vereinigten Staaten. Sie konzertierte mit Orchestern in Brasilien, Argentinien, Mexiko, den USA, Italien, Portugal, den Niederlanden, Ungarn, Deutschland, Japan und auf den Kanarischen Inseln. Sie konzertierte auch gemeinsam mit anderen Pianisten, darunter Nelson Freire und André Carrara. Mit Freire und Carrara interpretierte sie beispielsweise 1991 in Brasilien Mozarts 7. Klavierkonzert in F-Dur, KV 242 (Konzert für drei Klaviere). Im selben Jahr führte sie mit dem spanischen Pianisten Jesús A. Rodriquez auf Teneriffa Francis Poulencs Konzert in d-moll für zwei Klaviere auf.
Zwischen 1972 und 1986 zog sie sich aus dem Konzertleben zurück.
Oswald wirkte auch als Klavierpädagogin, sowohl in ihrem Heimatland als auch im Ausland, z. B. in Deutschland und in Japan. Sie war mehrfach Jurymitglied bei internationalen Klavierwettbewerben in Brasilien und Japan.

## Trivia
Oswald trat in der Öffentlichkeit mit dem Bericht über eine Entführung durch Außerirdische in Erscheinung, die sich in der Nacht des 15. zum 16. Oktober 1979 ereignet haben soll. Sie habe ihren Studienfreund auf einer Autofahrt von Rio de Janeiro nach Saquamera begleitet. Auf dem Hinweg hätten sie leuchtende Flugobjekte gesehen, die aus dem Meer kamen. Diese seien ihnen auch auf dem Rückweg in der Nähe von Porta Negra erschienen, wo auch ihr Auto mit „seltsamen Effekten“ reagiert habe. Danach hätten sie für einen Kaffee angehalten und festgestellt, dass sie für etwa 2 Stunden keine Zeit mehr hatten. Unter Hypnose erinnerte sich Oswald daran, in ein Raumschiff entführt worden zu sein, das von rattenähnlichen Außerirdischen besetzt war. Eines dieser Wesen habe gesagt, sie kämen aus der Antarktis. Es gäbe einen Tunnel unter dem Südpol.

## Diskografie
- Berceuse von Gilda Guinle. Auf: Recordando Carlinhos Guinle (Philips 632.116 L; 1962)